# Кристиан II Саксен-Мерзебургский
Кристиан II Саксен-Мерзебургский (нем. Christian II. von Sachsen-Merseburg; 19 ноября 1653, Мерзебург — 20 октября 1694, Мерзебург) — герцог Саксен-Мерзебургский.

## Биография
Кристиан был вторым сыном Саксен-Мерзебургского герцога Кристиана I и его жены Кристианы Шлезвиг-Гольштейн-Зондербург-Глюксбургской. 3 января 1654 года умер старший брат Кристиана Иоганн Георг, и Кристиан занял первое место в очереди наследования и стал следующим герцогом Саксен-Мерзебургским после смерти отца в 1691 году.
Короткое правление Кристиана II прошло под знаком борьбы с курфюрстом Саксонии Иоганном Георгом IV, который старался вернуть курфюршеству земли, пожалованные его дедом своим младшим сыновьям.

## Семья и дети
14 октября 1679 года Кристиан женился в Морицбурге на Эрдмуте Доротее, дочери Морица Саксен-Цейцского. У них было семеро детей:
- Кристиан III Мориц (1680—1694)
- Иоганн Вильгельм (1681—1685)
- Август Фридрих (1684—1685)
- Филипп Людвиг (1686—1688)
- Мориц Вильгельм (1688—1731), женат на Генриетте Шарлотте Нассау-Идштейнской, дочери князя Георга Августа Нассау-Идштейнского
- Фридрих Эрдман (1691—1714), женат на Элеоноре Вильгельмине Ангальт-Кётенской, дочери князя Эмануэля Лебрехта Ангальт-Кётенского
- Кристина Элеонора Доротея (1692—1693)